# Edwin Cerrillo
Edwin Cerrillo, né le 3 octobre 2000 à Waco, dans le Texas aux États-Unis, est un joueur américain de soccer qui joue au poste de milieu défensif au Galaxy de Los Angeles en MLS.

## Biographie

### En club
Né à Waco, dans le Texas, aux États-Unis, Edwin Cerrillo est formé au FC Dallas. Le 14 février 2019, il signe son premier contrat professionnel avec ce club, ce qui fait de lui le 24e Homegrown Player de l'histoire du FC Dallas.
Il joue son premier match de Major League Soccer face au Galaxy de Los Angeles le 9 mars 2019. Il entre en jeu à la place de Santiago Mosquera et son équipe l'emporte par deux buts à zéro.
Le 3 août 2023, Edwin Cerrillo s'engage en faveur du au Galaxy de Los Angeles.
Cerrillo joue son premier match sous ses nouvelles couleurs le 27 août 2023 contre le Fire de Chicago. Il est titularisé et son équipe l'emporte par trois buts à zéro.

### En sélection
Edwin Cerrillo représente l'équipe des États-Unis des moins de 20 ans. Il ne joue toutefois qu'un match avec cette sélection, en 2019. Il est également retenu pour participer à la coupe du monde des moins de 20 ans en 2019 mais n'y joue aucun match.

## Palmarès
- Galaxy de Los Angeles
  - Vainqueur de la Coupe de la Major League Soccer en 2024